# Roussy-le-Village
Roussy-le-Village är en kommun i departementet Moselle i regionen Grand Est (tidigare regionen Lorraine) i nordöstra Frankrike. Kommunen ligger i kantonen Cattenom som tillhör arrondissementet Thionville-Est. År 2022 hade Roussy-le-Village 1 559 invånare.

## Befolkningsutveckling
Antalet invånare i kommunen Roussy-le-Village
| Referens: INSEE |